# Finlands hotell- och restaurangmuseum
Finlands hotell- och restaurangmuseum (finska: Hotelli- ja ravintolamuseo) är ett museum för den finländska hotell-, turism- och restaurangbranschen samt den finländska mat- och dryckeskulturen. Det är beläget i Kabelfabriken, på Tallbergsgatan 1 G i Gräsviken i Helsingfors. Museet grundades 1971 på initiativ av Stiftelsen för Hotell- och restaurangmuseet sr (finska: Hotelli- ja ravintolamuseosäätiö). Verksamheten stöds av Undervisnings- och kulturministeriet och Helsingfors stad. Finlands fotografiska museum och Teatermuseet huserar i samma byggnad, kopplad till intilliggande Dansens hus med en ljusgård mellan de två huskropparna.
Museet visar  exempel på både forna tiders och dagens resande, boende för resenärer  och måltidskultur. I basutställningen ingår också exempel på hur en butiksinteriör för Alko kunde se ut 1934. Förutom basutställningen har museet tillfälliga temautställningar samt ett omfattande arkiv- och referensbibliotek. Det hade 2016 16.106 besökare, varav två tredjedelar betalande.

## Historik
Finlands hotell- och restaurangmuseum ägs av Stiftelsen för Hotell- och restaurangmuseet sr (finska: Hotelli- ja ravintolamuseosäätiö). Stiftelsen ansvarar för museets verksamhet sedan 1 januari 1994. Stiftelsens syfte är att tillhandahålla och sprida kunskap om hotell-, rese- och restaurangnäringen samt mat- och dryckeskulturen i Finland samt förmedla information om hur dessa olika områden utvecklas och förändras med tiden. Museet är ett medel för stiftelsen att uppnå sina mål.
I Stiftelsen för Hotell- och restaurangmuseet ingår Haga Institut-Stiftelsen (finska: Haaga Instituutti-Säätiö), Tjänstefacket PAM (finska: Palvelualojen Ammattiliitto), Alko Ab, Understödsföreningen för Finlands hotell¨- och restaurangmuseum r.y. (finska: Suomen hotelli- ja ravintolamuseon kannatusyhdistys) samt Finlands museiförbund (finska: Suomen museoliitto). 

## Samlingarna
Finlands hotell- och restaurangmuseums samlingar består av föremål, fotografier, ett arkiv och ett referensbibliotek. Det finns material ända från 1700-talet. Museets samlingar inkluderar tiotusentals mat- och dryckesmenyer, inklusive tryckta matsedlar, cocktail- och vinlistor samt à la carte-listor. De äldsta matsedlarna är från 1860-talet. Delar av museets material finns i Nationalbibliotekets (finska: Kansalliskirjasto) Finna-databas.

## Samarbeten och uthyrning
Museet samarbetar brett i olika projekt med företag, skolor, universitet, föreningar och andra museer. Exempel på samarbeten är specialutställningar, föredrag och seminarier, pop up-restauranger och produktion av webbaserat material av skilda slag. Museet hyr också ut mötesrum, och det går även att hyra hela museet, för evenemang för upp till 100 personer.

## Bildgalleri

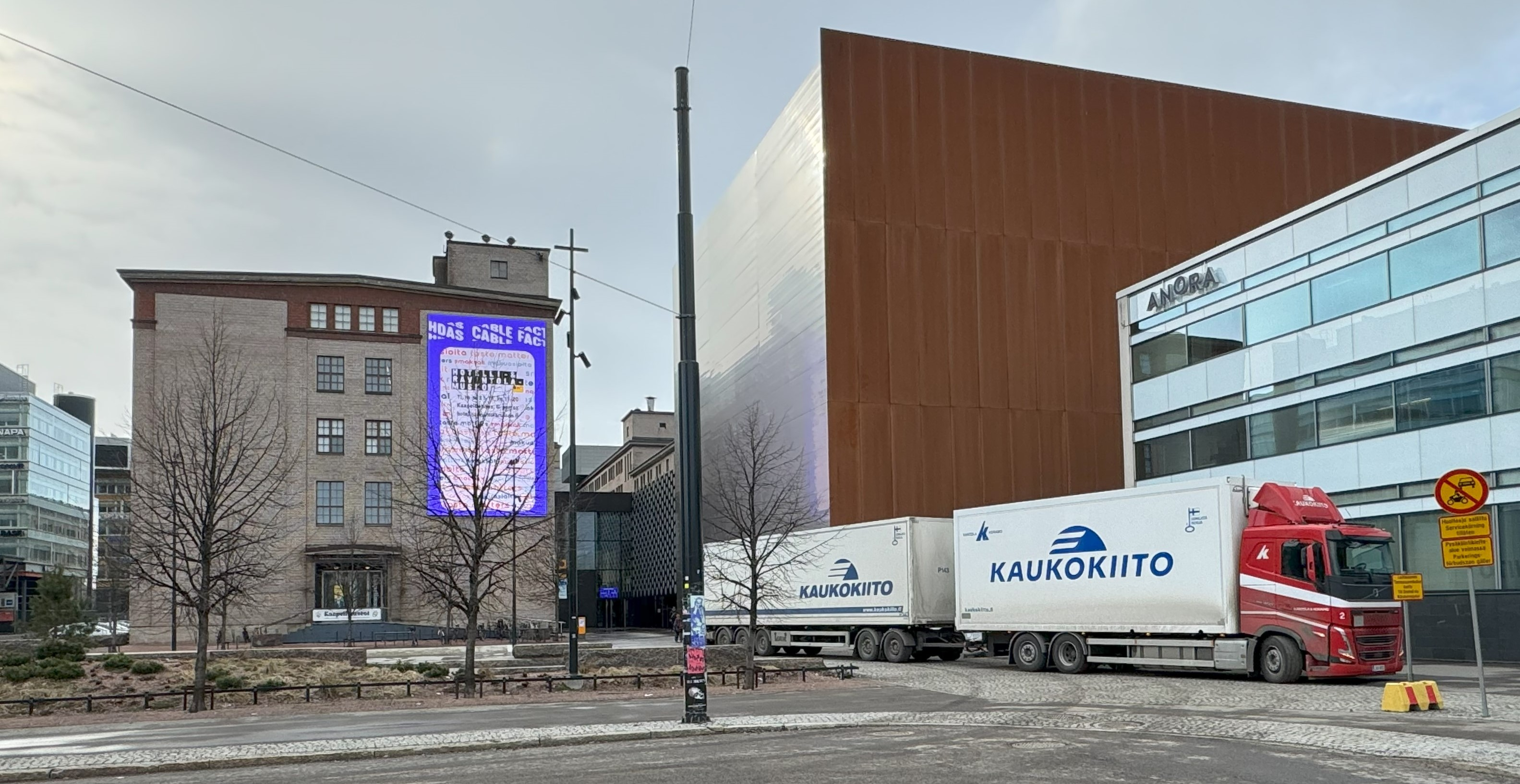
Finlands hotell- och restaurangmuseum ligger i Kabelfabriken, till vänster i bilden. Byggnaden i mitten är Dansens hus, invigt 2022.
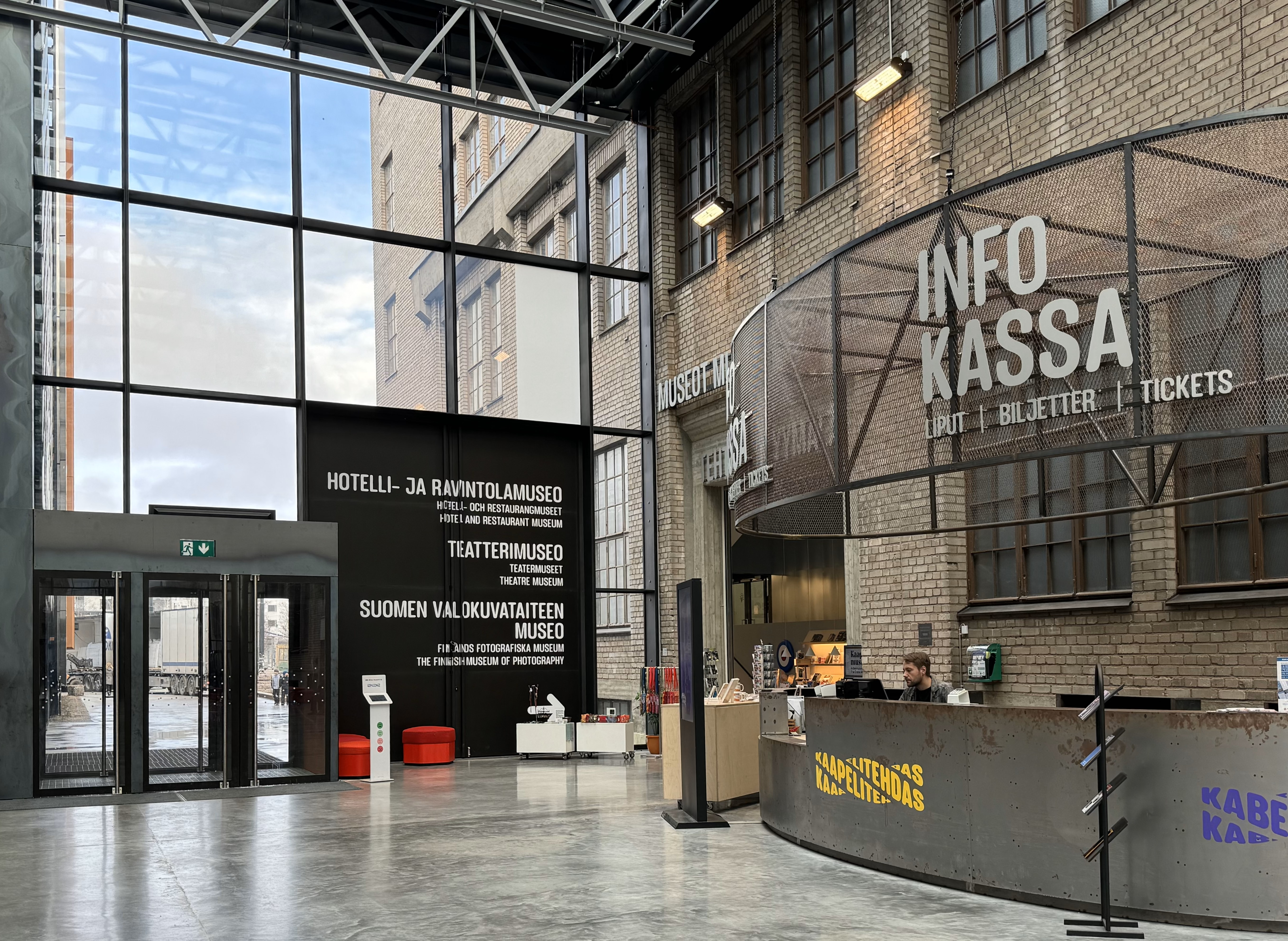
Kabelfabrikens ljusgård, som leder vidare till bland andra Finlands hotell- och restaurangmuseum.